# リチャード・スペア
リチャード・ジョン・スペア（Richard John Spare） （1951年生まれ）は、ロンドンに拠点を置く主にドライポイント 、 エッチング 、 油絵を得意とするイギリスのアーティストである。 

## 経歴
1971年から1974年にかけてメイドストーンカレッジオブアート（現在はUCA芸術大学 ）に入学し、フレッド・カミングのもとで絵画を学んだ。芸術大学を卒業後1974年から1977年にかけて、ロンドンのパトニーにあるトーマス・ロス＆サンで技術的スキルを磨いた。そこでテート・ギャラリーを通して販売されたジョージ・スタッブスによる版画の印刷と、ロイヤルアカデミーオブアーツ2周年展で展示された優れたターナーアクアチントプレートのリニューアルに携わった。 また、ホガース 、 クルックシャンク 、 ローランドソン 、 ギルレイ 、 ランドシーア 、 マーティンによるメゾチントなど数多くの大御所によるオリジナル版もプリントした。 
版画家を最も得意とするスペアは、 デビッド・ホックニー 、 ロバート・ライマン 、 フランチェスコ・クレメンテ 、 ドナルド・スルタン 、 ジム・ダイン 、 キース・ヘリングを含む多くの現代アーティストの作品を編集している。 1977年にアシスタントのデビッド・ホックニーと協力してエッチングスタジオを立ち上げ、ホックニーの「ブルーギター」フォリオから5つのエディションをプリントした。   Gockdebourne 'Magic Flute'のセットで作業中のホックニーを観察する事で、スペアは技術的関心とシンプルな形式に対する鑑賞眼を広げていった。 
1979年、スペアはウィリアム・ダニエルによる 「 A Voyage Round Great Britain」、 イギリスの地形図を表した版画に参加した。 その後、セリ・リチャーズの死後に出版された作品に1979年から81年にかけて参加し、1981年テートギャラリーで自身の作品の展示と併せて販売された。 
80年代前半、20世紀最大の修復版画プロジェクトであるバンクス・フロリレギウム （Egerton-Williams Studio）の版画に携わった。 シドニー・パーキンソンの水彩画による743個にも及ぶ植物の彫刻プレートは、 ジェームズ・クックのオーストラリアへの初航海の間に作成され、大英博物館に200年間保管され、酸を含む紙に包まれていたため、腐食していた。 綿密な修復と難易度の高いアラプゥペェ印刷は、博物館の植物編集者が出版前に植物の正確性をチェックして完了した。 
1988年、ニューヨークでジャスパー・ジョンズと協力し、複雑なカーボランダムプリントの校正と編集を行った。 
1989年、キース・ハリングとウィリアム・S・バロウズのプロジェクト「ザ・バレー」がスペアによってロンドンで印刷され、1990年に公開された。

## 個人の作品
1980年代後半以降、スペアは自然と自身の旅からインスピレーションを得て作品を製作している。現在まで、400以上の作品を公開しており、特徴的な手刷りと水彩のオリジナルドライポイントは、控えめでユニークな世界観である「存在の喜び」で賞賛されている。  スペアの作品において色は重要な要素であり、各色が「ドライポイントラインのベルベットブラックで反響する」ように選択されている。 チャールトンにある自身のウェリントン・スタジオ・ガーデンは、豊かなインスピレーションを得るための場所としてデザインされ、野生生物へのフォーカスは自身の多くの作品における主題となった。ウェリントン・スタジオは、5つの修復されたアンティークエッチングプレスを備え、ビクトリア朝のコーチハウスを改造した版画芸術への「オマージュ」となっている。 

## 展示
ロイヤルアカデミーサマーエキシビションに頻繁に出展しており、2019アカデミーサマーショーが行われた時点で27年間から40の個別の作品を展示している。                           自身の作品が最初に受け入れられたのは1973年の事であった。 
また、モール・ギャラリー のディサーニング・アイ展示会にも招待され 、国際的にも個展で作品を定期的に展示しており、これらには東京、福岡、大阪、横浜、広島、松山、仙台、札幌、神戸、京都、名古屋、鹿児島、川越、奈良を含む全国都市で毎年開催される展示会が含まれる。 
近年では、オーストラリアのビクトリア州、バララットおよびデイルスフォードで個展を開催した。  2012年メルボルンで開催されたトゥーラック・ヴィレッジ・アート・アフェアーではゲストインターナショナルアーティストを務めた。 
イギリスでは、 クラフトセンター＆デザインギャラリー 、リーズシティアートギャラリー、 トレベリアンカレッジ 、 ダーラム大学 、 ケンブリッジギャラリーなどで個展を開催している。 
ミックスショーでは、 ロイヤルカレッジオブアートでの 「アート・オン・ペーパー・フェア」、 英国王立協会のペインターエッチャーズアンドエングレーバーズオープンエキシビション、野生生物芸術家協会 と英国芸術家協会がモールギャラリーで開催したオープンエキシビション「ザ・オリジナル」、フォークストンメトロポールギャラリー、ホワイトチャペルのオープンエキシビションなどが含まれる。 

## コレクション
リチャード・スペアによる作品は、これまで世界中の数多くのパブリックコレクションおよびプライベートコレクションにて展示されている。代表的な展示は次のとおりである： 
- ヴィクトリア&アルバート博物館、ロンドン
- 大英図書館、ロンドン
- リーズ美術館
- ベルリン中央地域図書館
- フェデレーション・ユニバーシティ・オーストラリア、ヴィクトリア州
- チェルムズフォード博物館
- メードストン博物館＆ベントリフアートギャラリー
- アストン大学、バーミンガム
- ダラム大学

## 刊行物
- Cover illustration ('Snowdrop') for poetry publication: Iron String, A. Lighthart, Airlie Press, Oregon, USA. 2013年10月1日
- 'Rowing Boat I' reproduced to exemplify a drypoint in Etching – a guide to traditional techniques, A. Smith, The Crowood Press, 2004年
- Galerie d'Amour, J. Powls, Poetry@MMD、1998年。 リチャード・スペアとケイ・スペアによるイラスト。
- Richard Spare – Printmaker, Beatrice Royal Contemporary Art & Craft, The Beatrice Royal Art Gallery, Tramman Trust, 2000年

## 参照資料
1. ↑  “ArtPress - Richard Spare Collection”.   ArtPress. 2018年11月17日閲覧。
2. ↑  Baile de Laperrière, Charles (2006). Who's Who in Art 32nd Edition. Calne, Wiltshire: Hilmarton Manor Press. pp. 821. ISBN 0904722414
3. ↑  Dyson, Anthony (1983). Thomas Ross & Son, Fine Art Printers – The Nineteenth Century Heritage. London: Thomas Ross & Son. pp. 24 & 56
4. ↑  Scottish Arts Council (1979). David Hockney Prints 1954–77. The Midland Group and the Scottish Arts Council in association with Petersburg Press. pp. Catalogue Numbers: 200, 202, 207, 210 & 217
5. ↑  Scottish Arts Council. The Blue Guitar. pp. Catalogue Number 204; Tokyo 186)
6. 1 2  Littlewood, Robert C (2012). The Joy of Being Richard Spare. Stoke-on-Trent: The Lytlewode Press
7. ↑   Royal Academy of Arts Summer Exhibition 1973. London: William Clowes & Sons. (1973). pp. 82
8. ↑   Royal Academy of Arts Summer Exhibition 1985. London: Royal Academy of Arts. (1985). pp. 106
9. ↑   Royal Academy of Arts Summer Exhibition 1986. London: Royal Academy of Arts. (1986). pp. 98
10. ↑   Royal Academy of Arts Summer Exhibition 1988. London: Royal Academy of Arts. (1988). pp. 83
11. ↑   Royal Academy of Arts Summer Exhibition 1990. London: Royal Academy of Arts. (1990). pp. 31
12. ↑   Royal Academy of Arts Summer Exhibition 1992. London: Royal Academy of Arts. (1992). pp. 58
13. ↑   Royal Academy of Arts Summer Exhibition 1994. London: Royal Academy of Arts. (1994). pp. 25&33
14. ↑   Royal Academy of Arts Summer Exhibition 1996. London: Royal Academy of Arts. (1996). pp. 28&34
15. ↑   Royal Academy of Arts Summer Exhibition 1997. London: Royal Academy of Arts. (1997). pp. 41
16. ↑   Royal Academy of Arts Summer Exhibition 1998. London: Royal Academy of Arts. (1998). pp. 29&78
17. ↑   Royal Academy of Arts Summer Exhibition 99. London: Royal Academy of Arts. (1999). pp. 35
18. ↑   Royal Academy of Arts Summer Exhibition 2000. London: Royal Academy of Arts. (2000). pp. 37&58
19. ↑   Royal Academy of Arts Summer Exhibition 2001 List of Works. London: Royal Academy of Arts. (2001). pp. 79
20. ↑   Summer Exhibition 2003 List of Works. London: Royal Academy of Arts. (2003). pp. 94
21. ↑   Summer Exhibition 2004 List of Works. London: Royal Academy of Arts. (2004). pp. 38
22. ↑   Summer Exhibition 2005 List of Works. London: Royal Academy of Arts. (2005). pp. 32&34
23. ↑   Summer Exhibition 2006 List of Works. London: Royal Academy of Arts. (2006). pp. 32&35
24. ↑   Summer Exhibition 2007 List of Works. London: Royal Academy of Arts. (2007). pp. 33. ISBN 9781905711192
25. ↑   Summer Exhibition 2008 List of Works. London: Royal Academy of Arts. (2008). pp. 42. ISBN 9781905711444
26. ↑   Summer Exhibition 2009 List of Works. London: Royal Academy of Arts. (2009). pp. 31&63. ISBN 9781905711635
27. ↑   Summer Exhibition 2010 List of Works. London: Royal Academy of Arts. (2010). pp. 42. ISBN 9781905711994
28. ↑   Summer Exhibition 2011 List of Works. London: Royal Academy of Arts. (2011). pp. 77&82. ISBN 9781907533228
29. ↑   Summer Exhibition List of Works 2012. London: Royal Academy of Arts. (2012). pp. 88. ISBN 9781907533495
30. ↑   Summer Exhibition List of Works 2014. London: Royal Academy of Arts. (2014). pp. 50. ISBN 9781910350126
31. ↑   Summer Exhibition List of Works 2015. London: Royal Academy of Arts. (2015). pp. 91&95. ISBN 9781910350379
32. ↑   250th Summer Exhibition List of Works 2018. London: Royal Academy of Arts. (2018). pp. 122. ISBN 9781912520138
33. ↑   Summer Exhibition List of Works 2019. London: Royal Academy of Arts. (2019). pp. 106. ISBN 9781912520497
34. ↑   The Discerning Eye 2005. London. (2005)
35. ↑  Bertok, Nina (October 2012). “Art for the People”. The Melbourne Review.
36. ↑  “Richard Spare's Biography”. 2018年11月17日閲覧。

- - In a Chiaroscuro, from: The Blue Guitar (Scottish Arts Council 204; Tokyo 186)
  - Butlin, M., Gage, J., Joll, E. and Wilton, A., Turner 1775–1851: Bicentenary Exhibition Catalogue (London: Tate, 1974)
  - The Endeavour Botanical Illustrations
  - Judith A. Diment, Christopher J. Humphries, Linda Newington & Elaine Shaughnessy. Catalogue of the natural history drawings commissioned by Joseph Banks on the Endeavour voyage 1768–1771 held in the British Museum (Natural History), Part I: Botany: Australia (Bulletin of the British Museum (Natural History) Historical Series Volume 11), London, 1984.
  - Judith A. Diment, Christopher J. Humphries, Linda Newington & Elaine Shaughnessy. Catalogue of the natural history drawings commissioned by Joseph Banks on the Endeavour voyage 1768–1771 held in the British Museum (Natural History), Part 2: Botany: Brazil, Java, Madeira, New Zealand, Society Islands and Tierra del Fuego (Bulletin of the British Museum (Natural History) Historical Series Volume 12), London, 1987.
  - Ceri Richards (exh. cat., London, Tate, 1981)
  - The Valley, Keith Haring and William Burroughs, George Mulder Fine Arts, New York City